# Jefferson Poirot
Jefferson Poirot (L'Isle-Adam, 1º novembre 1992) è un rugbista a 15 francese, che gioca nel ruolo di pilone nel Bordeaux Bègles in Top 14.

## Biografia
Poirot è nato in Val-d'Oise da padre nigeriano e madre francese.
A otto anni si trasferì a Lalinde, nel cui club locale iniziò a giocare a rugby.
Nel 2007 entrò nelle giovanili del Brive, in cui assunse definitivamente il ruolo di pilone dopo avere ricoperto in precedenza svariate posizioni.
Il tecnico Ugo Mola lo fece esordire a livello professionistico contro Castres durante il Top 14 2011-2012; nella stessa stagione debuttò anche nelle coppe europee scendendo in campo nella fase a gironi della Challenge Cup, di cui, quello stesso anno, giocò da titolare la semifinale.
L'annata successiva, complice anche la retrocessione del Brive, passò al Bordeaux Bègles.
Dopo cinque stagioni passate nel club girondino, ne divenne capitano all'inizio del campionato 2018-2019.
Poirot fu convocato in tutte le selezioni giovanili francesi fino all'under-20, con la quale, nel 2012, disputò sia il Sei Nazioni di categoria che il mondiale. Ricevette la sua prima chiamata con la Francia nella squadra selezionata dal nuovo ct Guy Novès per il Sei Nazioni 2016; debuttò con la maglia della nazionale contro l'Italia in occasione della prima giornata del torneo, del quale disputò poi tutti gli incontri. Successivamente, nel 2016, prese parte al tour estivo in Argentina e scese in campo contro Samoa a novembre. Una lesione muscolare al polpaccio destro gli fece mancare il Sei Nazioni 2017, ma poi fu titolare nelle tre partite della tournée di giugno contro il Sudafrica e in quelle della finestra di amichevoli internazionali di novembre. Jacques Brunel, nuovo selezionatore della nazionale transalpina e suo ex-allenatore a Bordeaux, lo schierò titolare per tutto il Sei Nazioni 2018 e fece lo stesso anche nei test-matches di fine anno. La sua titolarità proseguì anche nel corso del Sei Nazioni 2019, torneo del quale saltò solo la sfida contro l'Italia. Inserito nel gruppo allargato di pre-convocati per la Coppa del Mondo di rugby 2019, fu nominato per la prima volta capitano della sua nazionale nell'incontro preparatorio contro la Scozia, ruolo che ricoprì anche due settimane dopo contro l'Italia. Selezionato nella squadra francese definitiva per il mondiale, giocò quattro partite tra cui il quarto di finale perso con il Galles e la sfida con Tonga dove fu, per la terza volta in carriera, capitano. Il nuovo commissario tecnico Fabien Galthié lo chiamò per il Sei Nazioni 2020 dove fu presente in tre sfide. Nel giugno 2020, annunciò, con una generale sorpresa del mondo del rugby internazionale, il suo ritiro definitivo dalla nazionale a soli 27 anni dovuto a motivi personali e a un calo nelle sue motivazioni.

## Palmarès
- Champions Cup: 1
Union Bordeaux Bègles: 2024-25